# Contea di Cavalier
La contea di Cavalier (in inglese Cavalier County) è una contea del Dakota del Nord, negli USA. Il suo capoluogo amministrativo è Langdon.

## Geografia fisica
L'U.S. Census Bureau certifica che l'estensione della contea è di 3919 km², di cui l'1,44% è coperto d'acqua.
La contea si trova nel nord-est dello Stato, al confine con il Canada. Il fiume Pembina scorre verso sud-est nella parte orientale della contea. Si tratta di un territorio collinare ricco di specchi d'acqua.

### Contee confinanti
- Municipalità di Louise (Manitoba, Canada) - nord
- Municipalità di Pembina (Manitoba, Canada) - nord
- Municipalità di Stanley (Manitoba, Canada) - nord
- Contea di Pembina - est
- Contea di Walsh - sud-est
- Contea di Ramsey - sud
- Contea di Towner - ovest

## Storia
La contea fu istituita nel 1873 dalla parte ovest della Contea di Pembina. Il suo nome deriva da Charles Cavileer, un noto commerciante di pellicce e doganiere.

### Evoluzione demografica

Situazione demografica.

## Cities
- Alsen
- Calio
- Calvin
- Hannah
- Langdon
- Loma
- Milton
- Munich
- Nekoma
- Osnabrock
- Sarles
- Wales

## Strade principali
- North Dakota Highway 1
- North Dakota Highway 5
- North Dakota Highway 20
- North Dakota Highway 66